# Despite Our Differences
Despite Our Differences è il decimo album in studio del duo musicale statunitense Indigo Girls, pubblicato nel 2006.

## Tracce
1. Pendulum Swinger (Emily Saliers) – 3:40
2. Little Perennials (Amy Ray) – 2:50
3. I Believe in Love (Saliers) – 3:40
4. Three County Highway (Ray) – 3:44
5. Run (Saliers) – 4:02
6. Rock and Roll Heaven's Gate (Ray) – 3:14
7. Lay My Head Down (Saliers) – 4:20
8. Money Made You Mean (Ray) – 2:24
9. Fly Away (Saliers) – 3:20
10. Dirt and Dead Ends (Ray) – 5:26
11. All the Way (Saliers) – 3:45
12. They Won't Have Me (Ray) – 3:08
13. Last Tears (Saliers) – 4:14

## Formazione
Indigo Girls
- Amy Ray – chitarra acustica, armonica, mandolino, chitarra elettrica, voce
- Emily Saliers – chitarra acustica, mandolino, chitarra elettrica, ukulele, voce, slide guitar

Altri musicisti
- Brandi Carlile – cori (in Last Tears)
- Matt Chamberlain – batteria
- Mitchell Froom – tastiera
- Ruby Froom – battimani
- Carol Isaacs – organo, piano
- Clare Kenny – basso
- Greg Leisz – pedal steel
- Pink – voce (in Rock and Roll Heaven's Gate)